# Nikolénskoie
Nikolénskoie - Николенское (rus) - és un poble del krai de Krasnodar, a Rússia. Es troba a la vora del riu Zelentxuk Tercer, a 17 km al sud de Gulkévitxi i a 124 km a l'est de Krasnodar, la capital.
Pertanyen a aquest municipi els khútors de Bulgàkov, Verbovi, Ivlev, Lébedev i Orlov.